# Zéramdine
Zéramdine (arabe : زرمدين) est une ville tunisienne située dans la région du Sahel à une vingtaine de kilomètres au sud-ouest de Monastir.
Rattachée au gouvernorat de Monastir, elle constitue une municipalité comptant 16 806 habitants en 2014 ; elle est aussi le chef-lieu d'une délégation de 25 947 habitants rassemblant en plus de la ville elle-même les localités de Mzaougha, Menzel Hayet et Mlichette.
Le nom romain de la ville est Avidus Vicus. Le saint et protecteur de la ville, Sidi Ismaïl, est originaire de la région de Seguia el-Hamra (sud du Maroc) puis s'est installé dans la région au XVIe siècle. Sa zaouïa abrita les sinistrés des inondations de l'année 1969. Cette ville est connue pour avoir abrité de nombreux militants nationalistes et combattants, les fellagas, en lutte contre le protectorat français de Tunisie.

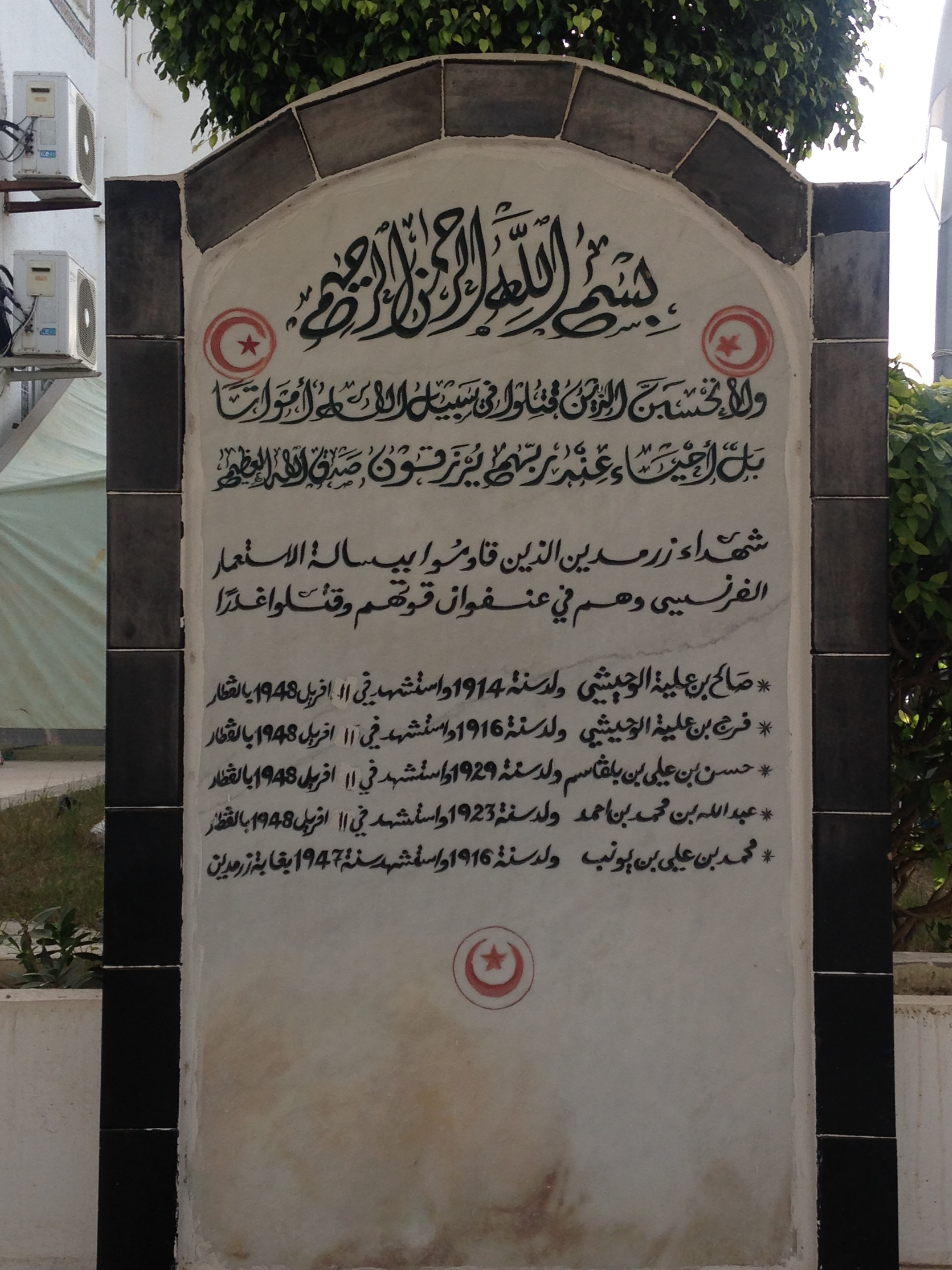
Mémorial dédié aux fellagas de Zéramdine.

Au centre de la grande oliveraie du Sahel, elle est également fortement marquée par l'industrie, essentiellement la briqueterie et le textile, plus de la moitié de la population active étant employée dans l'industrie manufacturière. On compte plus d'une dizaine d'usines textiles, dont la plus importante est Zetex fondée en 1986, et plusieurs grandes fabriques de briques : Lahmar et Cie, Complexe industriel Ali Mhenni, Industrie des briques de Zéramdine, CERAC, etc.
Sur le plan sportif, la ville accueille une équipe de rugby, le Rugby Club de Zéramdine, et une équipe de football, la Flèche sportive de Zéramdine, qui évolue depuis 1959.
La cité organise également durant l'été un festival polyculturel.